# Ça ne peut pas continuer comme ça

Ça ne peut pas continuer comme ça est un téléfilm français réalisé par Dominique Cabrera et diffusé pour la première fois le 18 janvier 2013 sur France 2.

## Synopsis
Le président de la République française, Mr Nuissbaum, est gravement malade. Afin de se soigner, il engage un comédien, Vincent, pour le remplacer publiquement.

## Fiche technique
- Réalisation : Dominique Cabrera
- Scénario - Adaptation et Dialogues : Dominique Cabrera - Olivier Gorce
- Image : Hélène Louvart
- Montage : Marc Daquin
- Décors : Bruno Margery
- Costumes : Nathalie Raoul
- Son : Xavier Griette
- Musique originale : Béatrice Thiriet
- Production artistique : Delphine Wautier

- Une co-production : MFP / Comédie-Française
Avec la participation de France Télévisions et de TV5 Monde
- Pays :  France
- Durée : 90 min
- Date de diffusion : 18 janvier 2013 sur France 2

## Distribution
- Muriel Mayette : Dr. Catherine
- Thierry Hancisse : Arnolphe
- Sylvia Bergé : Laura Nuissbaum
- Jean-Baptiste Malartre : Puygrenier
- Denis Podalydès : Barry
- Serge Bagdassarian : Lorenzo Stresi
- Bakary Sangaré : Président Weah
- Stéphane Varupenne : Alain
- Gilles David : Yves
- Suliane Brahim : Constance
- Nâzim Boudjenah : L'Expert
- Aurélien Recoing : Vincent / Nuissbaum
- Félicien Juttner : Julien
- Julie-Marie Parmentier : Fleur
- Elliot Jenicot : Mariso

de la Comédie-Française
- Bérangère Bonvoisin : Ministre de l’éducation
- Christian Drillaud : Ministre des Affaires Sociales
- Frédérique Lantieri : Présentatrice TV
- Olivier Loustau : Le Régisseur
- Jean-Noël Martin : Huissier Comédie Française
- Franck Neckebrock : Agent Secret 1
- Mbembo : Conseillère Affaires Africaines